# И мама меня простит
«И мама меня простит» — советский короткометражный рисованный мультфильм, снятый в 1975 году режиссёром Анатолием Петровым по стихотворению Эммы Мошковской «Я маму мою обидел».

## Сюжет
Экранизация стихотворения Эммы Мошковской «Я маму мою обидел» о маленьком мальчике, который обидел маму.
Главный герой завистливо смотрит через окно витрины детского магазина игрушек. Его взгляд приковывает большая красная машина на радиоуправлении. Если бы у него была такая — он был бы на седьмом небе от счастья и столько всего бы смог! Продавец запаковывает игрушку в подарочную коробку и отдаёт женщине покупку. Мальчик возвращается домой, где на пороге его встречает мама с такой же коробкой, которую он видел в универмаге. Его радости нет предела, он бежит в свою комнату в предвкушении желанного подарка.
Мальчика настигает огромное разочарование, когда в коробке оказывается всего лишь плюшевый мишка. Мама заходит в комнату малыша узнать, понравился ли сыну подарок, но мальчик кидает медведя к её ногам и с досадой убегает. Мальчик решил уйти в тайгу. Он представляет, как возьмёт мамину фотографию и отправится в тайгу. Чтобы мама простила сына, ему придётся сделать много подвигов и стать большим начальником. А через много лет мама прилетит к мальчику на самолёте в его День рождения и простит его!

## Съёмочная группа
- автор сценария — Генрих Сапгир
- режиссёр — Анатолий Петров
- художник-постановщик — Валентина Гилярова
- композитор — Кирилл Ушаков
- оператор — Михаил Друян
- звукооператор — Владимир Кутузов
- монтажёр — Любовь Георгиева
- ассистенты: Ольга Боголюбова, Ирина Петерсон, Раиса Макарова
- художники-мультипликаторы: Анатолий Петров, Владимир Зарубин, Елена Малашенкова, Галина Зеброва, Александр Мазаев, Юрий Мещеряков, Александр Давыдов
- редактор — Аркадий Снесарев
- директор картины — Любовь Бутырина
- текст читала (в титрах не указано) — Мария Виноградова

## Награды
- 1977 — Приз на VII МКФ короткометражных фильмов в Тампере (Финляндия).

## Музыка
В мультфильме в качестве музыкального сопровождения использованы суперхиты советской эстрады 1970-х годов:
- «Надежда» (А. Пахмутова / Н. Добронравов) в исполнении Анны Герман;
- «Мой адрес — Советский Союз» (Д. Тухманов / В. Харитонов) в исполнении ВИА «Самоцветы»;
- «ЛЭП-500» (А. Пахмутова / Н. Добронравов) — только вступительный проигрыш;
- «Товарищ» (О. Иванов / А. Прокофьев) в исполнении Аиды Ведищевой.

А также:
- композиция «Manchester et Liverpool» (A. Попп) в исполнении оркестра Франка Пурселя — «камео» в качестве мелодии прогноза погоды по ТВ;
- Токката и фуга ре минор (BWV 565) (Иоганн Себастьян Бах), фрагменты — тревожный эмбиент в эпизоде с мостостроителями.